# كارل كاتز
كارل كاتز (بالإنجليزية: Karl Katz)‏ هو مؤرخ الفن أمريكي، ولد في 22 أكتوبر 1929 في نيويورك في الولايات المتحدة، وتوفي في 8 نوفمبر 2017.

## وصلات خارجية
- كارل كاتز على موقع IMDb (الإنجليزية)
- كارل كاتز على موقع قاعدة بيانات الفيلم (الإنجليزية)